# Ayuntamiento de Castelldefels
El Ayuntamiento de Castelldefels (en catalán: Ajuntament de Castelldefels) es el órgano encargado del gobierno y administración del municipio de Castelldefels, situado en la provincia de Barcelona, Cataluña, España. Está presidido por el alcalde. En 2023 ocupa dicho cargo Manuel Reyes López, del PP. Esta administración tiene su sede en la plaza de la Iglesia, 1.

## Alcaldes
| Periodo   | Nombre                                                                                                  | Partido                                                                         |
| --------- | --- | ------------------------------------------------------------------------------- |
| 1979-1983 | Agustín Marina Pérez                                                                                    | Partit dels Socialistes de Catalunya (PSC)                                      |
| 1983-1987 | Agustín Marina Pérez                                                                                    | Partit dels Socialistes de Catalunya (PSC)                                      |
| 1987-1991 | Agustín Marina Pérez                                                                                    | Partit dels Socialistes de Catalunya (PSC)                                      |
| 1991-1995 | Agustín Marina Pérez                                                                                    | Partit dels Socialistes de Catalunya (PSC)                                      |
| 1995-1999 | Agustín Marina Pérez                                                                                    | Partit dels Socialistes de Catalunya (PSC)                                      |
| 1999-2003 | Agustín Marina Pérez (1999-2002) Antonio Padilla Reche (2002-2004)                                      | Partit dels Socialistes de Catalunya (PSC)                                      |
| 2003-2007 | Antonio Padilla Reche                                                                                   | Partit dels Socialistes de Catalunya (PSC)                                      |
| 2007-2011 | Antonio Padilla Reche (2007-2009) Pedro Sanz Sánchez (2009) (en funciones) Joan Sau i Pagès (2009-2011) | Partit dels Socialistes de Catalunya (PSC)                                      |
| 2011-2015 | Manuel Reyes López                                                                                      | Partit Popular de Catalunya (PP)                                                |
| 2015-2019 | Candela López Tagliafico (2015-2017) María Asunción Miranda Cuervas (2017-2019)                         | Iniciativa per Catalunya Verds (ICV) Partit dels Socialistes de Catalunya (PSC) |
| 2019-2023 | María Asunción Miranda Cuervas                                                                          | Partit dels Socialistes de Catalunya (PSC)                                      |
| 2023-act. | Manuel Reyes López                                                                                      | Partit Popular de Catalunya (PP)                                                |

## Pleno
| Partido político    | Partido político                                                                                 | 1979   | 1983   | 1987   | 1991   | 1995   | 1999   | 2003   | 2007   | 2011   | 2015   | 2019   | 2023   |
| Partido político    | Partido político                                                                                 | Ediles | Ediles | Ediles | Ediles | Ediles | Ediles | Ediles | Ediles | Ediles | Ediles | Ediles | Ediles |
|                     | Partit Popular de Catalunya (PP)-Alianza Popular (AP)                                            | —      | 2      | 1      | 3      | 5      | 5      | 5      | 5      | 8      | 8      | 8      | 12     |
|                     | Partit dels Socialistes de Catalunya (PSC)                                                       | 8      | 15     | 12     | 11     | 9      | 9      | 8      | 9      | 7      | 4      | 6      | 4      |
|                     | Som Castelldefels (SFELS)                                                                        | —      | —      | —      | —      | —      | —      | —      | —      | —      | —      | —      | 3      |
|                     | Movem Castelldefels                                                                              | —      | —      | —      | —      | —      | —      | —      | —      | —      | 4      | 4      | 3      |
|                     | Esquerra Republicana de Catalunya (ERC)                                                          | 1      | 0      | —      | 0      | 0      | 0      | 1      | 1      | 0      | 3      | 4      | 2      |
|                     | Junts per Catalunya (JxC)-Convergència i Unió (CiU)                                              | 1      | 3      | 5      | 6      | 4      | 4      | 3      | 4      | 5      | 2      | 1      | 1      |
|                     | Ciutadans (CS)                                                                                   | —      | —      | —      | —      | —      | —      | —      | 1      | 0      | 2      | 2      | 0      |
|                     | Castelldefels Si Pot (CSPOT)                                                                     | —      | —      | —      | —      | —      | —      | —      | —      | —      | 2      | —      | —      |
|                     | Iniciativa per Catalunya Verds (ICV)                                                             | 5      | 1      | 2      | 1      | 3      | 1      | 2      | 3      | 3      | Movem  | Movem  | Movem  |
|                     | Esquerra Unida i Alternativa (EUiA)                                                              | 5      | 1      | 2      | 1      | 3      | 1      | 2      | 3      | 3      | Movem  | Movem  | Movem  |
|                     | Associació de Veïnes i Veïns Independents de Castelldefels (AVVIC)                               | —      | —      | —      | —      | —      | 1      | 2      | 2      | 2      | 0      | —      | —      |
|                     | Centro Democrático y Social (CDS)-Centristes de Catalunya (CC)-Unión de Centro Democrático (UCD) | 4      | 0      | 1      | 0      | 0      | —      | —      | —      | —      | —      | —      | —      |
|                     | Independientes de Castelldefels                                                                  | 1      | —      | —      | —      | —      | —      | —      | —      | —      | —      | —      | —      |
|                     | Partit Comunista Obrer de Catalunya (PCOC)                                                       | 1      | —      | —      | —      | —      | —      | —      | —      | —      | —      | —      | —      |
| Total de concejales | Total de concejales                                                                              | 21     | 21     | 21     | 21     | 21     | 21     | 21     | 25     | 25     | 25     | 25     | 25     |

## Resultados electorales
| Partido político                                                   | 2023  | 2023   | 2023       | 2019  | 2019  | 2019       | 2015  | 2015  | 2015       | 2011  | 2011  | 2011       | 2007  | 2007  | 2007       |
| Partido político                                                   | %     | Votos  | Concejales | %     | Votos | Concejales | %     | Votos | Concejales | %     | Votos | Concejales | %     | Votos | Concejales |
| Partit Popular de Catalunya (PP)                                   | 42,11 | 10 587 | 12         | 29,28 | 7904  | 8          | 27,24 | 6499  | 8          | 26,59 | 5400  | 8          | 19,41 | 3469  | 5          |
| Partit dels Socialistes de Catalunya (PSC)                         | 15,19 | 3820   | 4          | 20,11 | 5430  | 6          | 15,93 | 3799  | 4          | 25,18 | 5114  | 7          | 29,90 | 5344  | 9          |
| Som Castelldefels                                                  | 10,79 | 2714   | 3          | —     | —     | —          | —     | —     | —          | —     | —     | —          | —     | —     | —          |
| En Comú Podem (ECP)-Iniciativa per Catalunya Verds (ICV)           | 10,62 | 2670   | 3          | 16,04 | 4330  | 4          | 15,68 | 3740  | 4          | 9,89  | 2009  | 3          | 10,52 | 1880  | 3          |
| Esquerra Republicana de Catalunya (ERC)                            | 8,21  | 2066   | 2          | 15,89 | 4290  | 4          | 10,40 | 2480  | 3          | 3,62  | 736   | 0          | 6,17  | 1103  | 1          |
| Junts per Catalunya (JxC)-Convergència i Unió (CiU)                | 5,02  | 1262   | 1          | 5,64  | 1525  | 1          | 8,63  | 2058  | 2          | 17,11 | 3474  | 5          | 15,15 | 2707  | 4          |
| Ciutadans (CS)                                                     | 0,49  | 124    | 0          | 6,58  | 1777  | 2          | 8,94  | 2132  | 2          | 3,01  | 612   | 0          | 6,54  | 1169  | 1          |
| Castelldefels Sì Pot (CSPOT)                                       | —     | —      | —          | —     | —     | —          | 7,87  | 1878  | 2          | —     | —     | —          | —     | —     | —          |
| Associació de Veïnes i Veïns Independents de Castelldefels (AVVIC) | —     | —      | —          | —     | —     | —          | 3,55  | 848   | 0          | 6,64  | 1348  | 2          | 9,21  | 1646  | 2          |

## Evolución de la deuda viva municipal
El concepto de deuda viva contempla sólo las deudas con cajas y bancos relativas a créditos financieros, valores de renta fija y préstamos o créditos transferidos a terceros, excluyéndose, por tanto, la deuda comercial.
| Gráfica de evolución de la deuda viva del Ayuntamiento entre 2008 y 2023                                |
| |
| Deuda viva del Ayuntamiento de Castelldefels, en miles de euros, según datos del Ministerio de Hacienda |